# Fiat Freemont
La Fiat Freemont è una crossover SUV di segmento E prodotta in Messico da FIAT dal 2011 al 2015 e commercializzata fino al 2016. La vettura andava a sostituire la Fiat Ulysse oltre che la Dodge Journey per il mercato europeo.

## Il contesto
Si tratta del primo modello frutto dell'alleanza tra Fiat Group Automobiles e Chrysler Group; l'auto appartiene infatti alla stessa famiglia della Dodge Journey, da cui deriva strettamente. La Freemont è stata presentata al Salone dell'automobile di Ginevra il 24 gennaio 2011, ed era in vendita dal successivo 29 maggio. La produzione del veicolo avviene nello stabilimento Chrysler di Toluca de Lerdo, in Messico. Nella strategia globale di Fiat SpA, la Freemont ha avuto  il compito di coprire il mercato della Dodge Journey in Europa, dopo il ritiro del marchio Dodge dal mercato europeo alla fine di dicembre 2010. Della vettura sono state prodotte 26.000 unità nel 2012 e 20.000 nel 2013.

## Caratteristiche

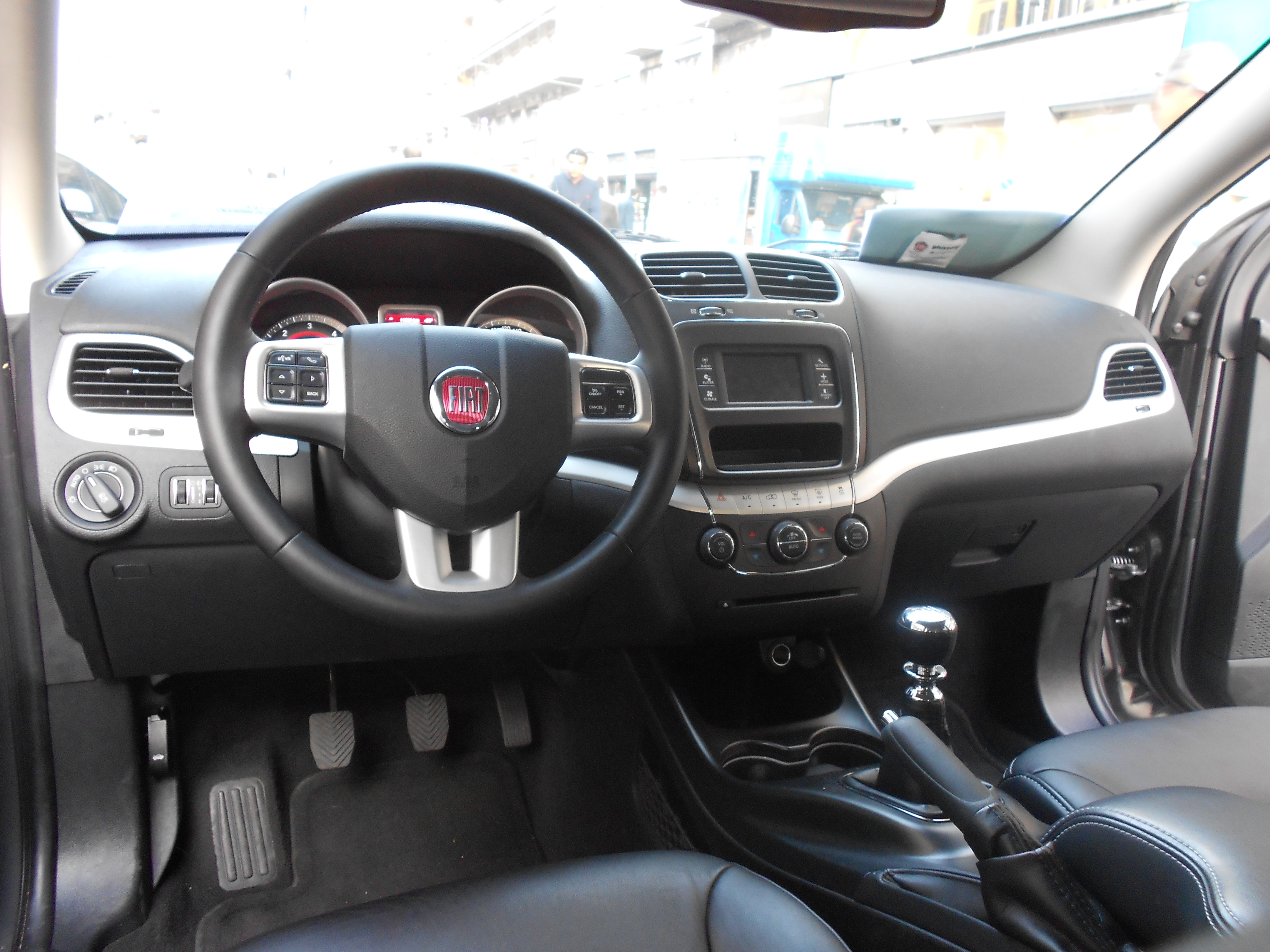
Interni

La Fiat Freemont si propone come erede e versione europea della Dodge Journey, dalla quale eredita in gran parte il design esterno, ad eccezione della mascherina anteriore e di pochi altri dettagli. Rispetto alla Journey l'interno è stato invece completamente ridisegnato, e mostra un sensibile miglioramento della qualità e delle finiture, per adattare la vettura ai gusti del pubblico europeo. Gli stessi interni verranno poi adottati sul gemello Dodge Journey a partire dal MY 2011.
Lievi modifiche,  anche al telaio, sono presenti nel restyling del modello Dodge venduto sul mercato americano dal 2011. L'auto è disponibile in cinque allestimenti: Base, Urban, Lounge (da novembre 2011), Park Avenue (da novembre 2012), Black Code e Cross (da luglio 2014). Nel 2015 la gamma venne sfoltita e rimasero a listino solo le versioni Lounge e Cross, entrambe con il motore 2.0 Multijet da 170 CV, prima dell'interruzione della produzione avvenuta nella metà dell'anno, a causa dello sfavorevole rapporto Euro/dollaro. Ciononostante, il veicolo rimase a listino fino all'anno successivo.

## Meccanica
Dalla cugina americana, la Freemont si differenzia principalmente per i motori Diesel Multijet da 2 litri prodotti in Italia dalla FIAT, per la diversa regolazione dell'assetto e per le corpose modifiche al reparto sospensivo, volte a rendere l'auto più vicina ai gusti del pubblico e del mercato europeo, migliorando il comportamento su strada del veicolo, le doti dinamiche e di agilità, mantenendo comunque il buon comfort di marcia; a questo fine si è intervenuto modificando la taratura degli ammortizzatori e delle sospensioni, i cui attacchi sono stati irrigiditi. La geometria delle sospensioni anteriori, inoltre, è stata migliorata in modo da ridurre l'angolo di rollio. La trazione è disponibile sia anteriore che integrale AWD (con cambio automatico).

### Motorizzazioni
La Freemont è motorizzata con due propulsori: un 2.0 litri Multijet II a gasolio e un 3.6 litri V6 Pentastar a benzina. Il 2.0 diesel, omologato Euro 5, è prodotto in due livelli di potenza, da 140 CV e 170 CV (costruito da Fiat Powertrain Technologies nello stabilimento di Pratola Serra) è disponibile sia con cambio manuale a 6 rapporti che automatico a 6 rapporti (il Chrysler 62TEA), quest'ultimo riservato solamente alla versione più potente, con esclusivamente la trazione integrale. Il 3.6 benzina sviluppa una potenza massima di 280 CV ed è abbinato alla trazione AWD e al cambio automatico a 6 rapporti.
| Modello                     | Disponibilità | Motore                      | Cilindrata (cm³) | Potenza         | Coppia massima | Emissioni CO2 (g/km) | Velocità max (km/h) | 0–100 km/h (secondi) | Consumo medio (l/100 km) |
| --------------------------- | ------------- | --------------------------- | ---------------- | --------------- | -------------- | -------------------- | ------------------- | -------------------- | ------------------------ |
| 2.0 Multijet 140 CV         | dal debutto   | 4 cilindri in linea, Diesel | 1956             | 104 kW (140 CV) | 350 N·m        | 169                  | 180                 | 12,3                 | 6,4                      |
| 2.0 Multijet 170 CV         | dal debutto   | 4 cilindri in linea, Diesel | 1956             | 125 kW (170 CV) | 350 N·m        | 169                  | 195                 | 11,0                 | 6,4                      |
| 2.0 Multijet 170 CV AWD     | 11/2011       | 4 cilindri in linea, Diesel | 1956             | 125 kW (170 CV) | 350 N·m        | 194                  | 184                 | 11,1                 | 7,3                      |
| 2.4 l4 170 CV AWD           | 11/2011       | 4 cilindri a l4, Benzina    | 2360             | 125 kW (170 CV) | 350 N·m        | 228                  |                     |                      | 13,3                     |
| 3.6 V6 Pentastar 280 CV AWD | 11/2011       | 6 cilindri a V, Benzina     | 3604             | 206 kW (280 CV) | 320 N·m        | 262                  | 206                 | 8,4                  | 11,3                     |